# 发酵分析
发酵分析（Fermentation Analysis）是研究和评价发酵物品的品质和变化的科学，它运用了物理学、化学、生物学等学科的基础原理及其技术，对发酵组分成分的检测原理、方法和技术的一门应用性学科。

## 任务
对原料、辅料、半成品和成品的主要组成进行定量的分析测定；对生产工艺过程中的有关工艺参数进行参控，保证产品的质量水平，掌握生产技术，为提升工厂成本、改善计划提供参考数据；为资源、新产品的开发提供可靠依据等。

## 内容
- 原料成分分析
- 发酵过程参数分析
- 添加剂分析
- 发酵产品质量分析

## 基本方法
- 化学法：定性分析、定量分析等；
- 物理法：密度、折光率、旋光度、折射率等物理常数分析；
- 物理-化学法：气相色谱法、液相色谱法、紫外—可见分光光度法、原子吸收分光光度法、荧光分光光度法等。